# خوان کارلوس مولینا (بازیکن فوتبال)
خوان کارلوس مولینا (انگلیسی: Juan Carlos Molina؛ زادهٔ ۲۲ فوریهٔ ۱۹۵۵) بازیکن فوتبال اهل آرژانتین است.
وی همچنین در تیم ملی فوتبال Argentina U17 بازی کرده‌است.